# Kulmbach (distrito)
Kulmbach é um distrito da Alemanha, na região administrativa da Alta Francónia, estado de Baviera.

## Cidades e Municípios
| Cidades 1. Kulmbach 2. Kupferberg 3. Stadtsteinach | Municípios 1. Grafengehaig 2. Guttenberg 3. Harsdorf 4. Himmelkron 5. Kasendorf 6. Ködnitz 7. Ludwigschorgast 8. Mainleus 9. Marktleugast 10. Marktschorgast 11. Neudrossenfeld 12. Neuenmarkt 13. Presseck 14. Rugendorf 15. Thurnau 16. Trebgast 17. Untersteinach 18. Wirsberg 19. Wonsees |

Verwaltungsgemeinschaften - Associações municipais e municípios membros
1. Kasendorf: Kasendorf e Wonsees
2. Marktleugast: Grafengehaig e Marktleugast
3. Stadtsteinach: Stadtsteinach e Rugendorf
4. Trebgast: Harsdorf, Ködnitz e Trebgast
5. Untersteinach: Kupferberg, Ludwigschorgast, Guttenberg e Untersteinach